# Église Saint-Nicolas d'Englancourt
L'église Saint-Nicolas d'Englancourt est une église fortifiée qui se dresse sur la commune d'Englancourt dans le département de l'Aisne en région Hauts-de-France.
L'église fait l'objet d'un classement au titre des monuments historiques par arrêté du 10 mars 1995.

## Situation
L'église Saint-Nicolas d'Englancourt est située dans le département français de l'Aisne sur la commune d'Englancourt.

## Description
La façade du XIVe siècle, soutenue par deux contreforts de chaque côté du portail, est construite en grès et en briques. Elle  est flanquée de deux échauguettes rondes en encorbellement. Elle ressemble beaucoup à la façade de l'église Saint-Rémy de Marly-Gomont.

Une salle de refuge, édifiée en 1580, surmonte le chœur, qui apparaît de l'extérieur comme un donjon carré flanqué de deux tourelles d'angle. Des verrières ont été rajoutées en 1882.

### Extérieur de l'église

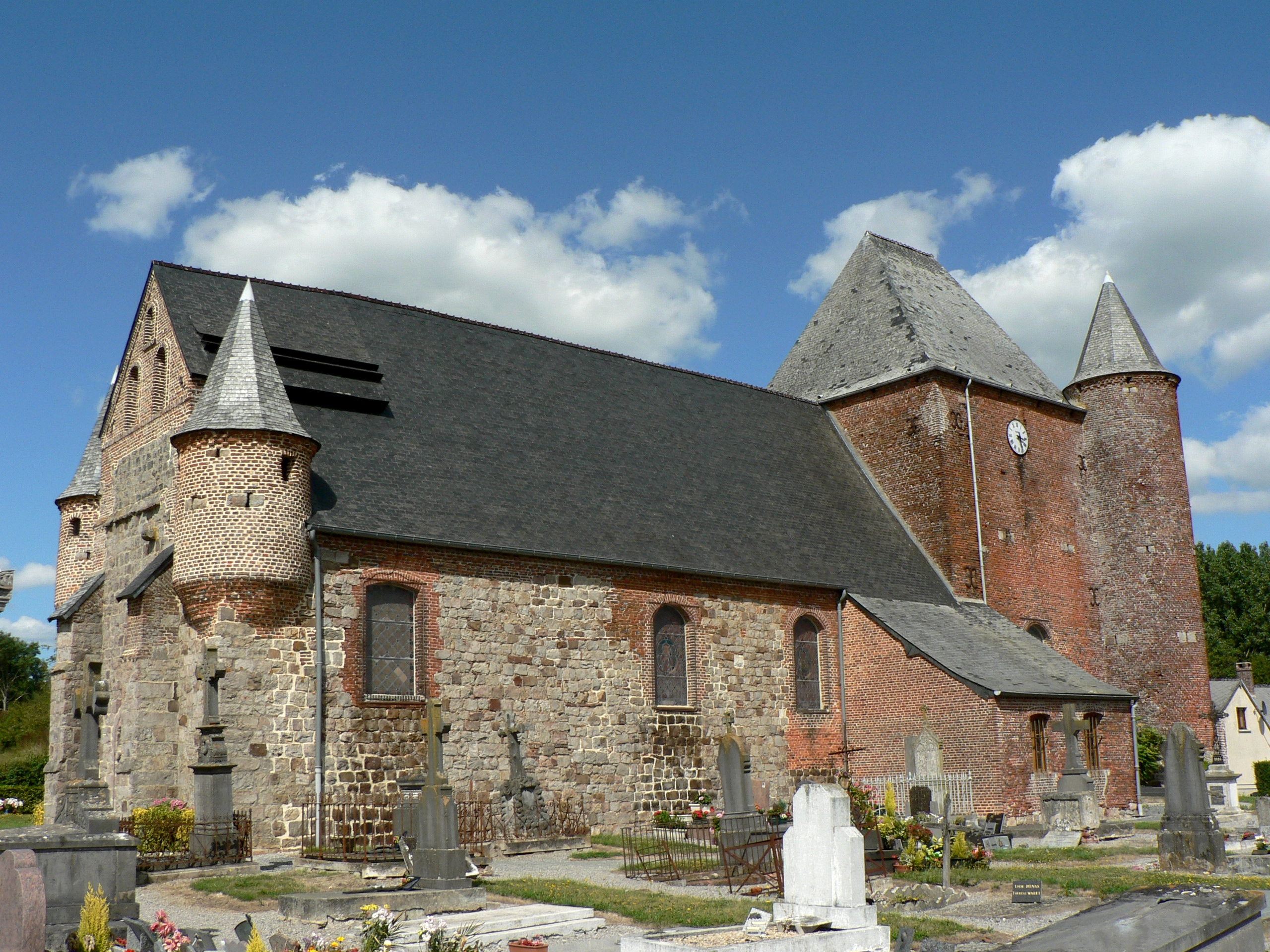
Église Saint-Nicolas.
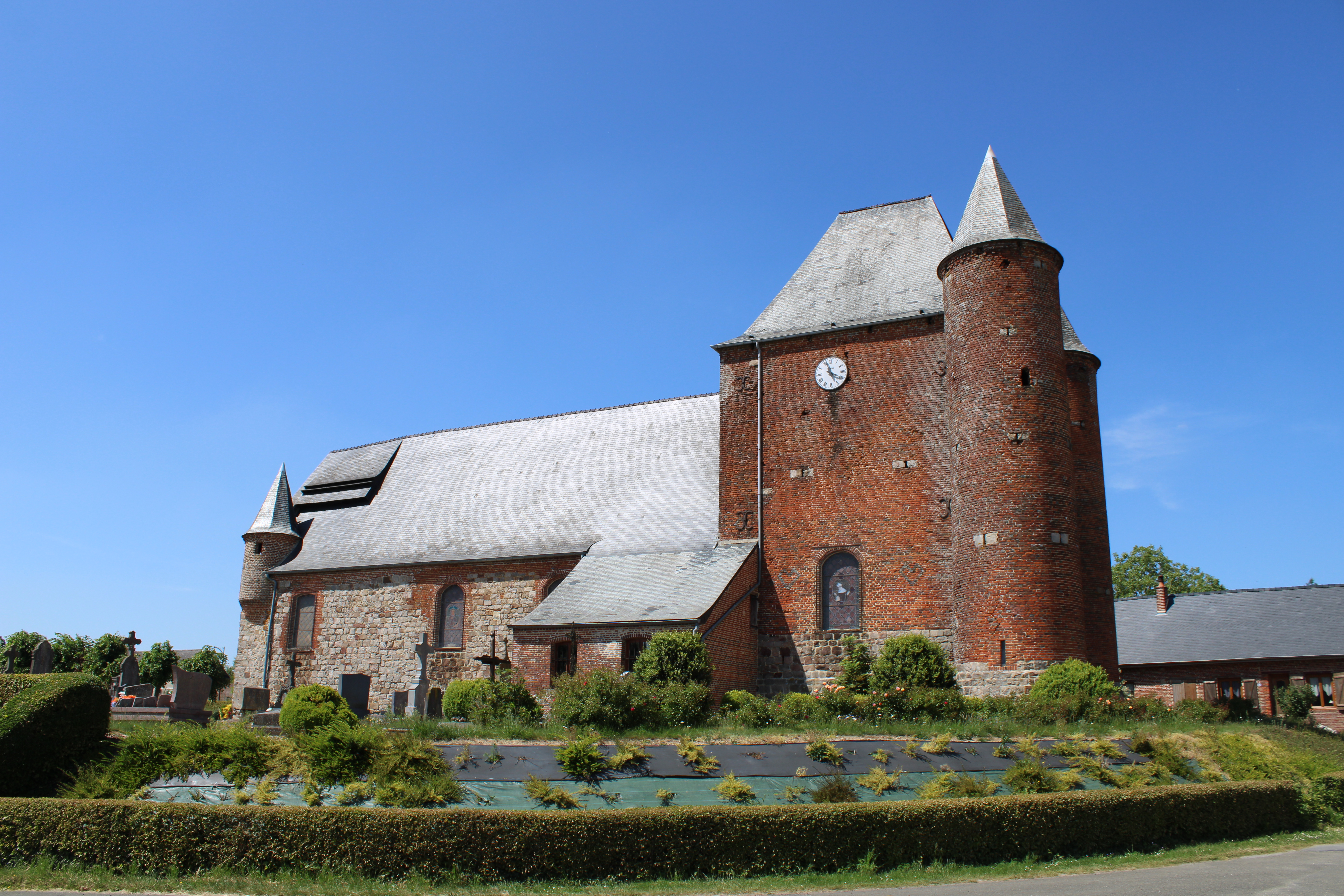
Vue de l'église.
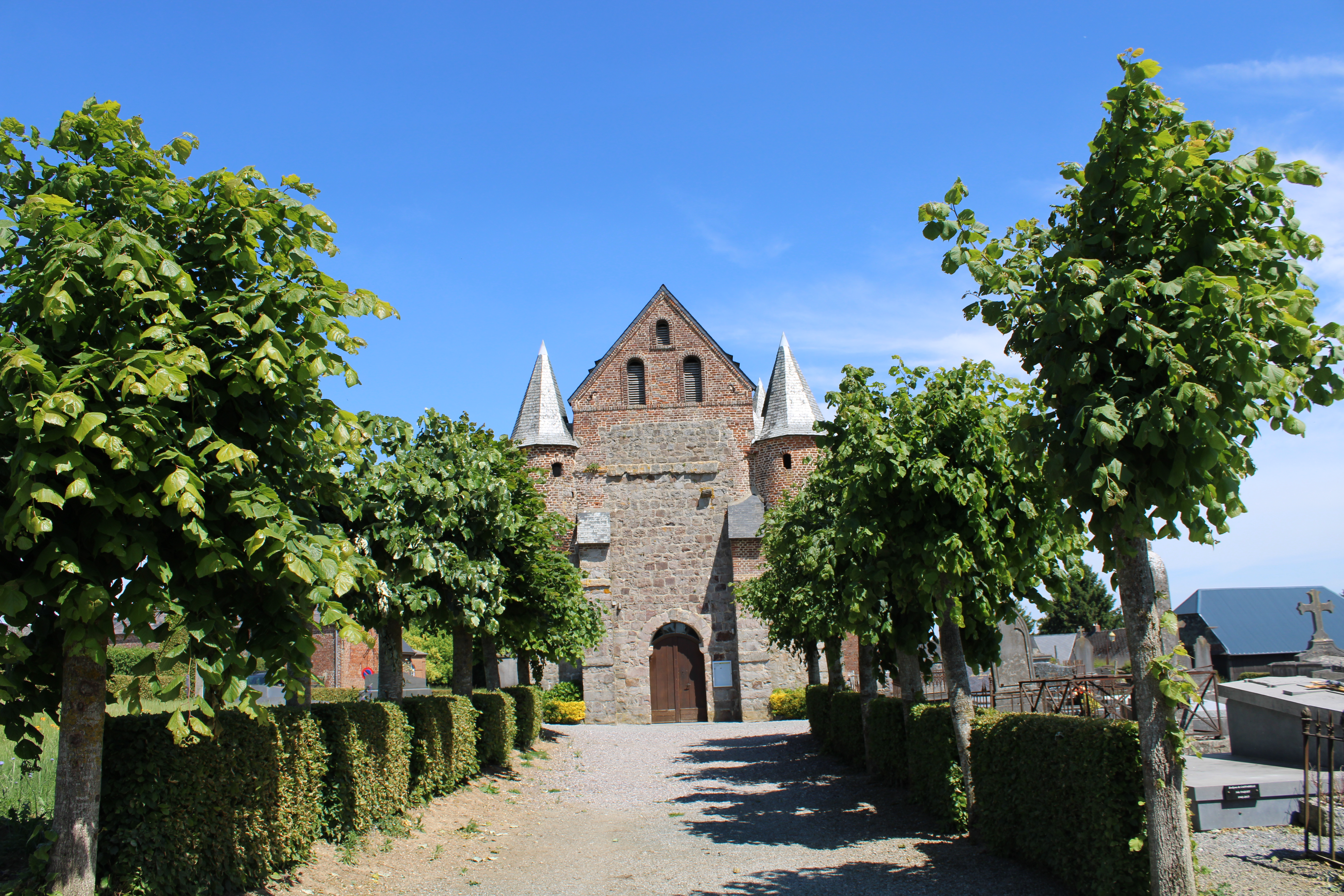
Allée boisée menant à l'église.
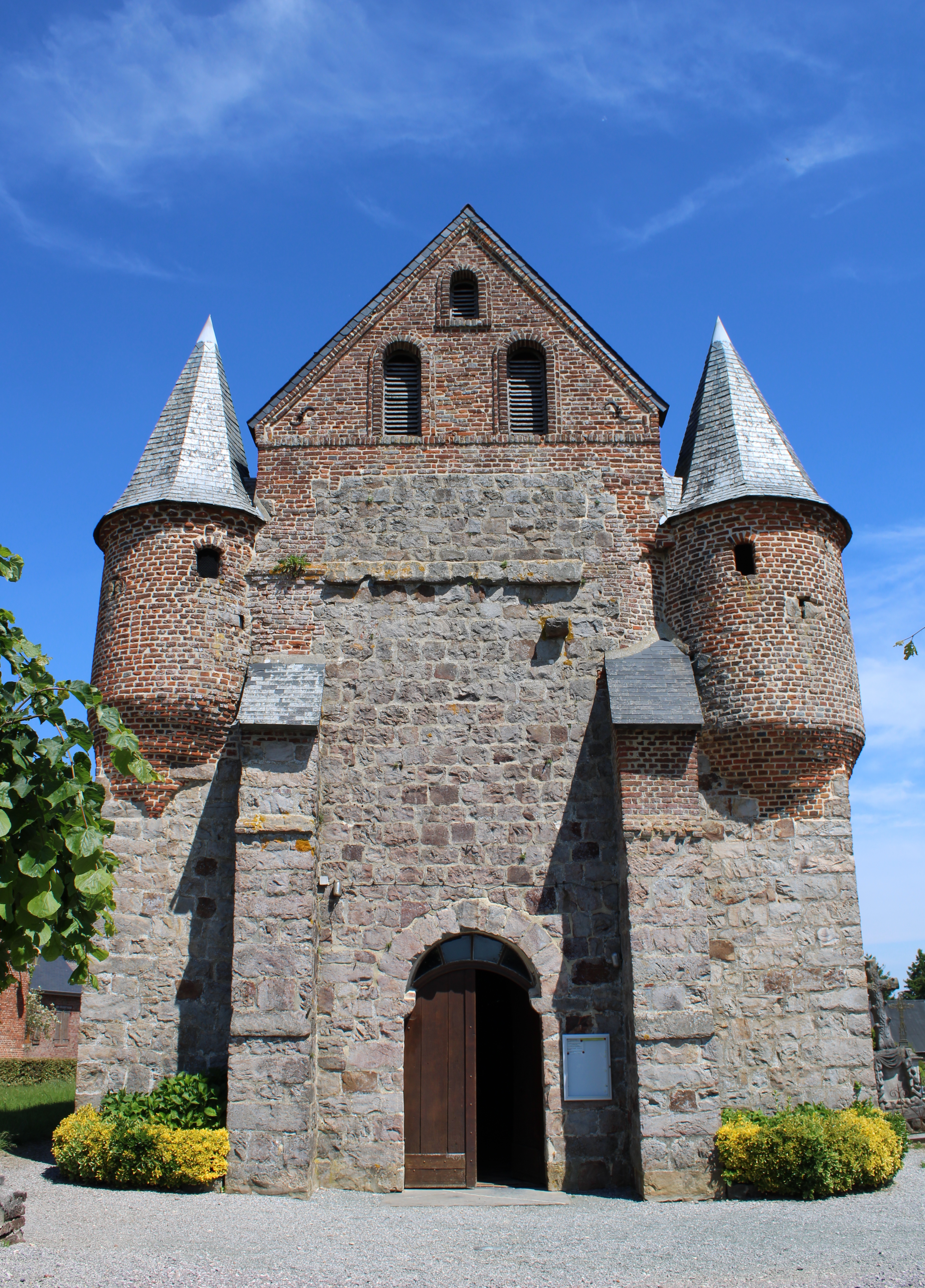
La façade en grès et en brique est flanquée de deux échauguettes.
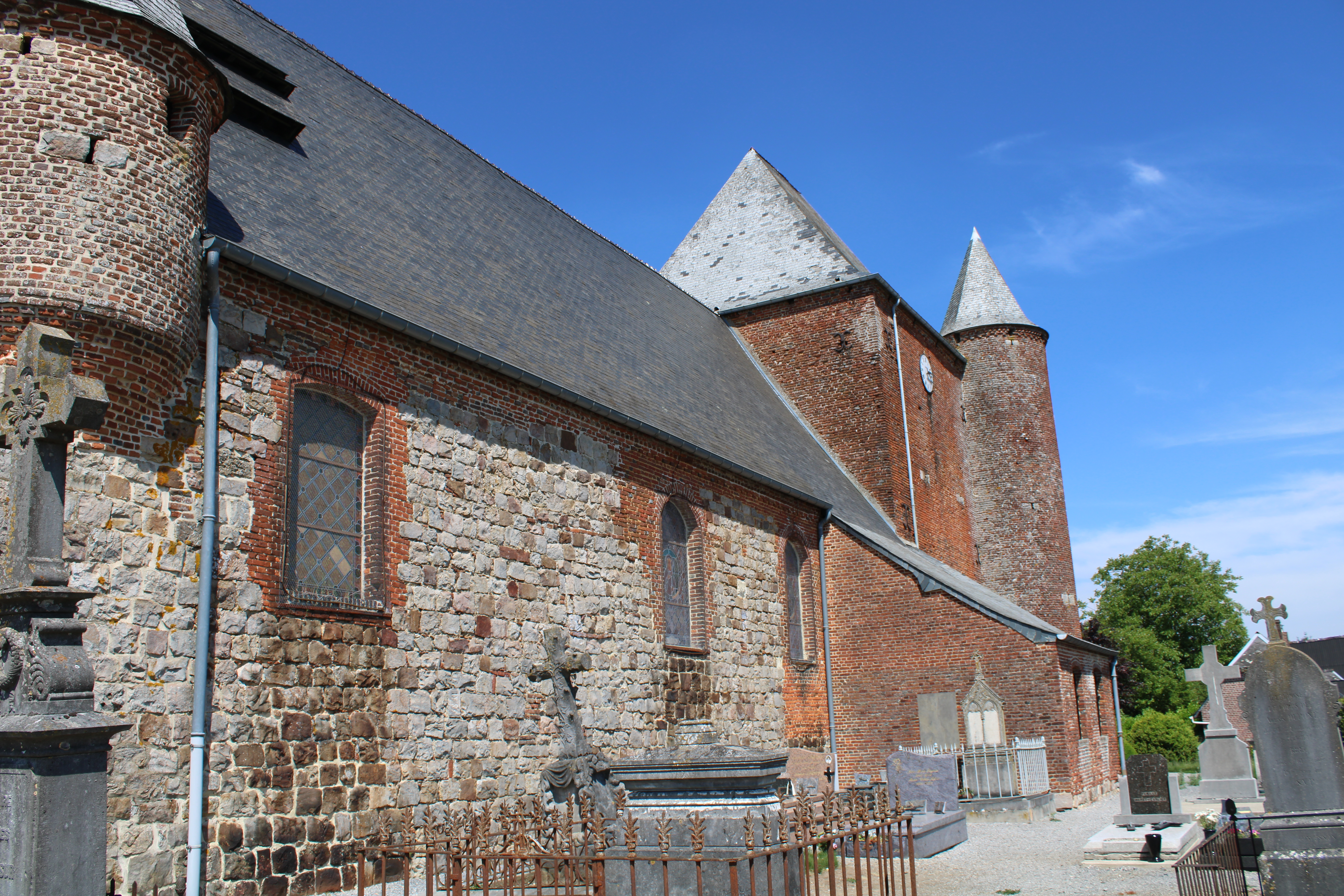
Partie latérale en grès.
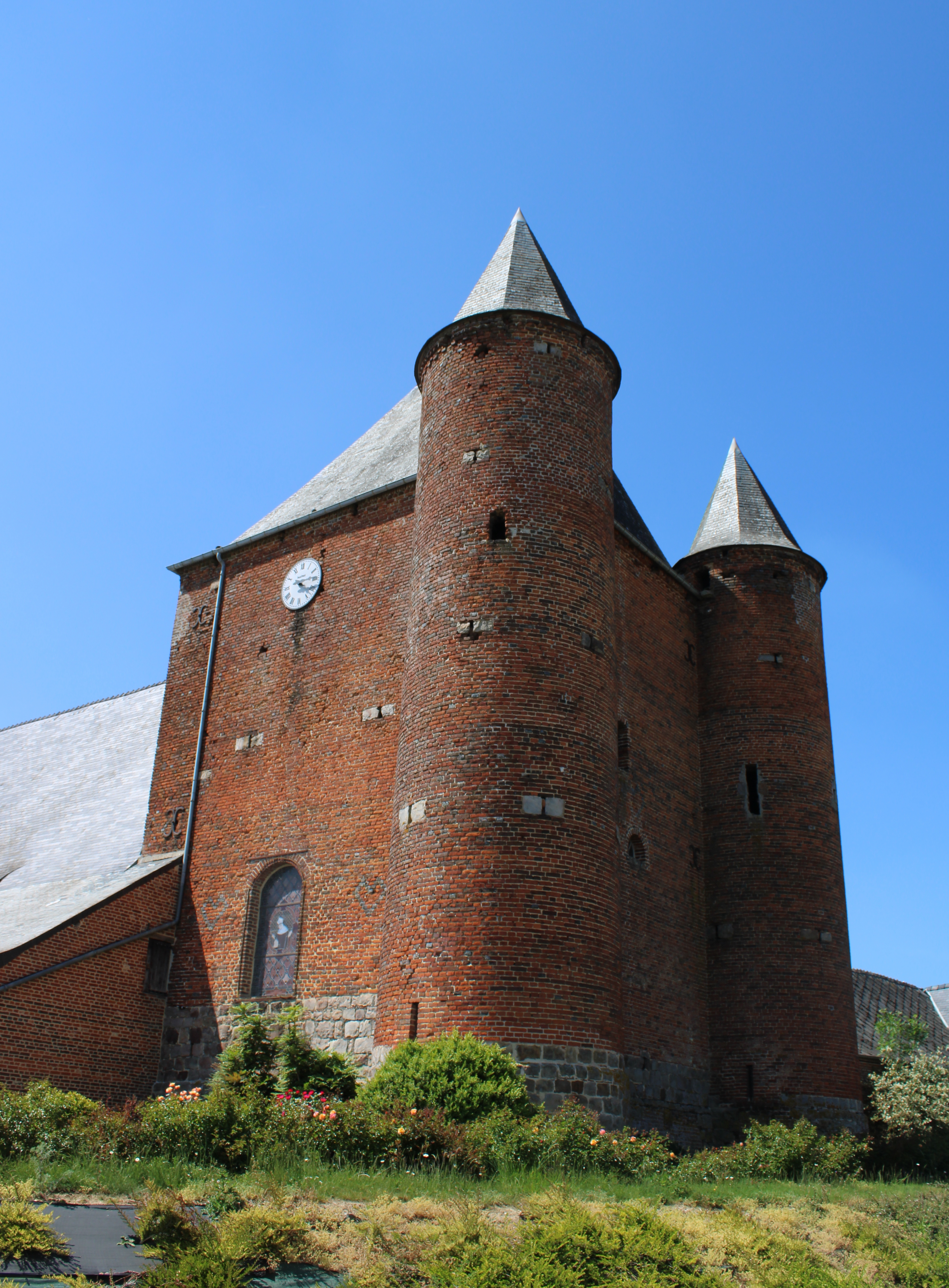
La haute nef fortifiée, surmontée d'une salle de refuge,  est flanquée de deux tours.

### Intérieur de l'église

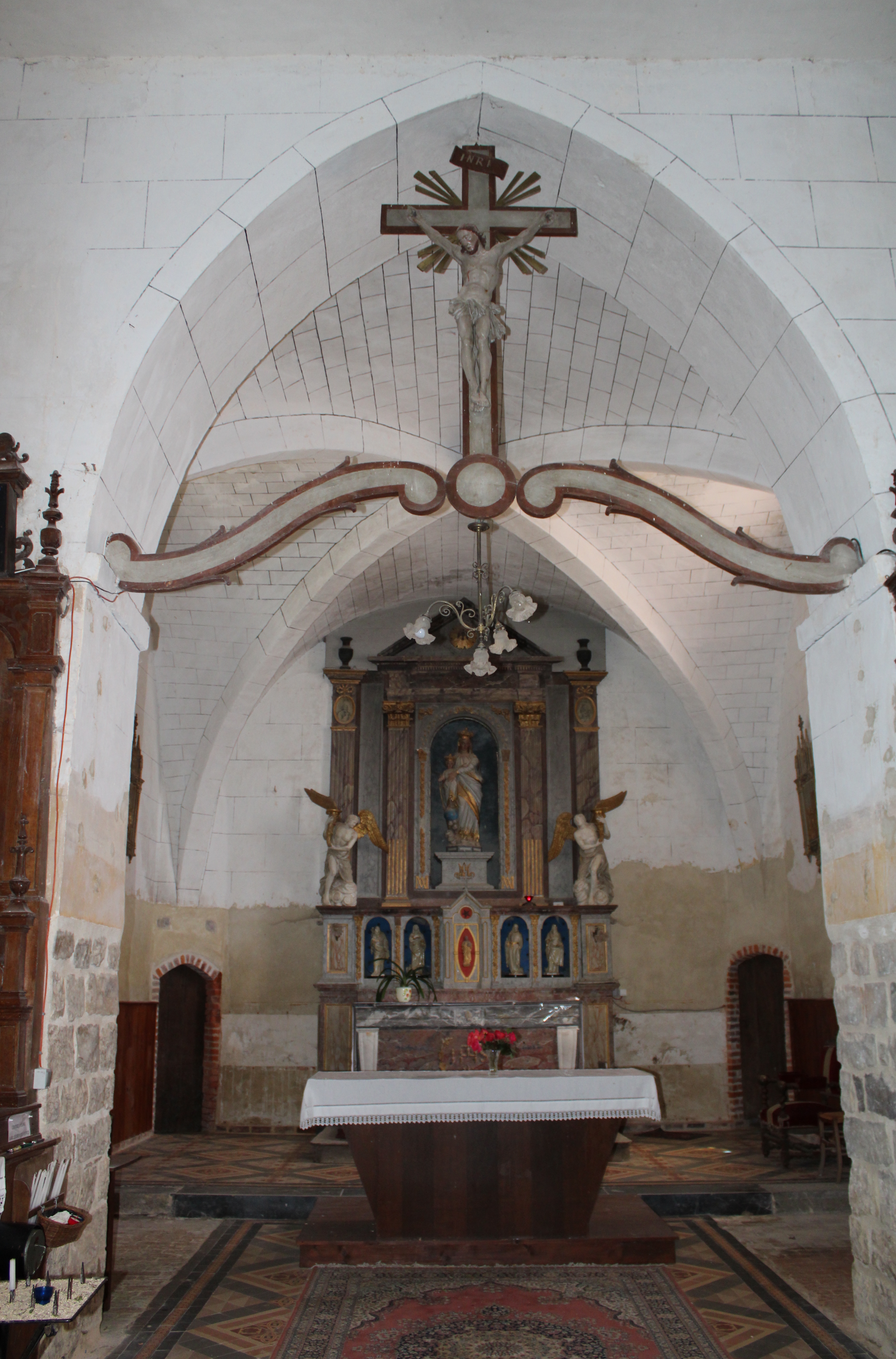
Le chœur.
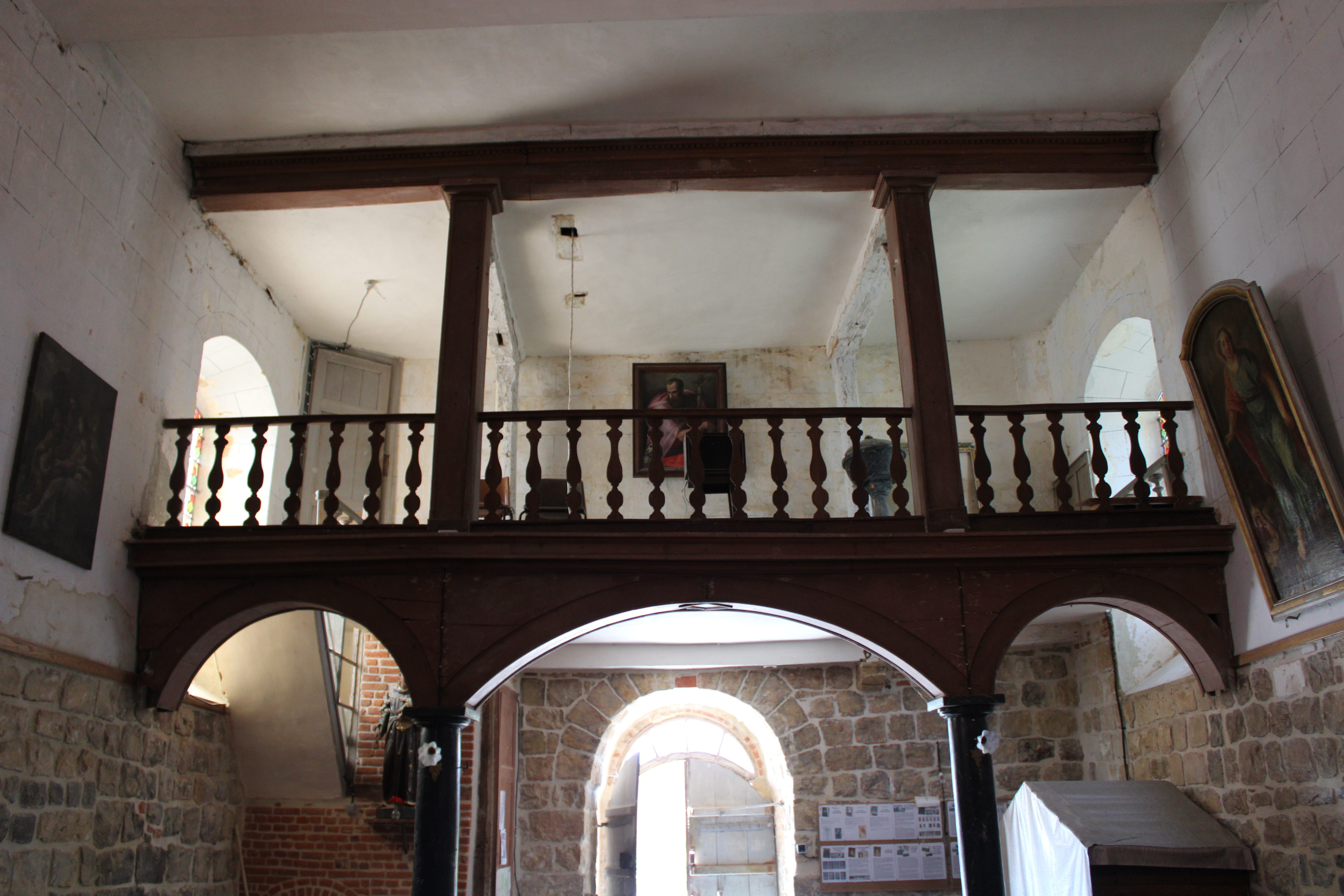
Vue intérieure du portail.
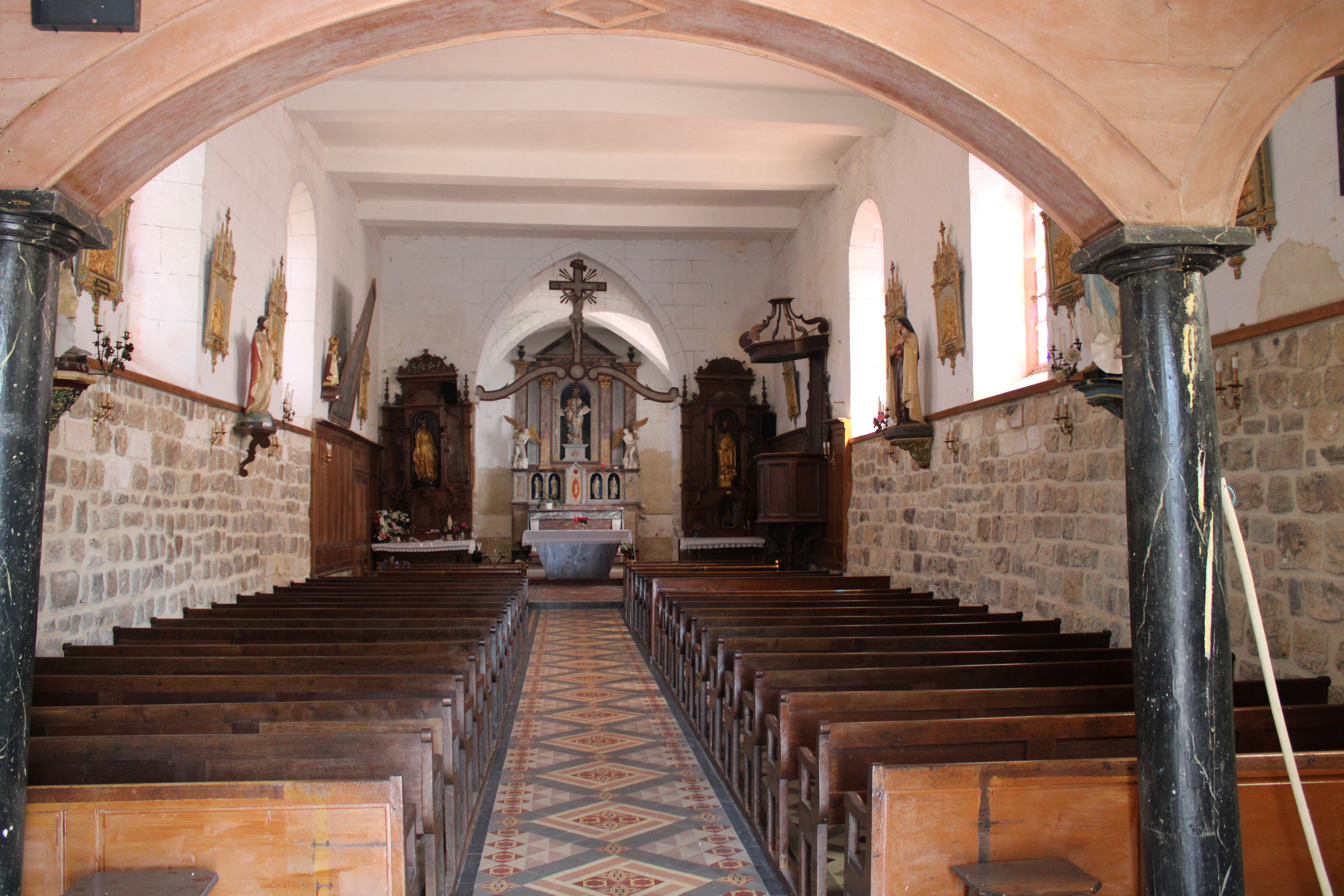
La nef vue depuis le portail
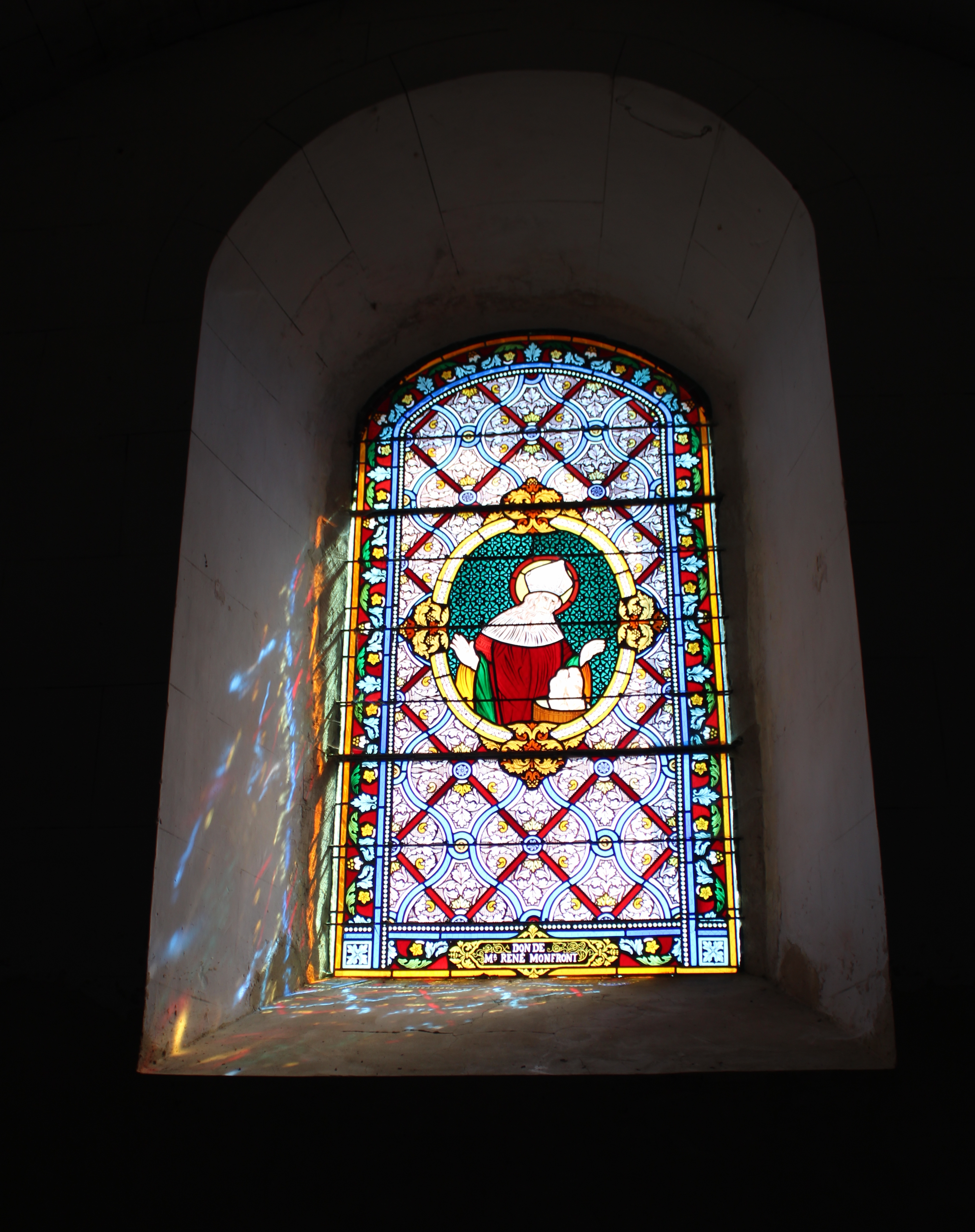
Vitrail de saint Nicolas qui a donné son nom à l'église.
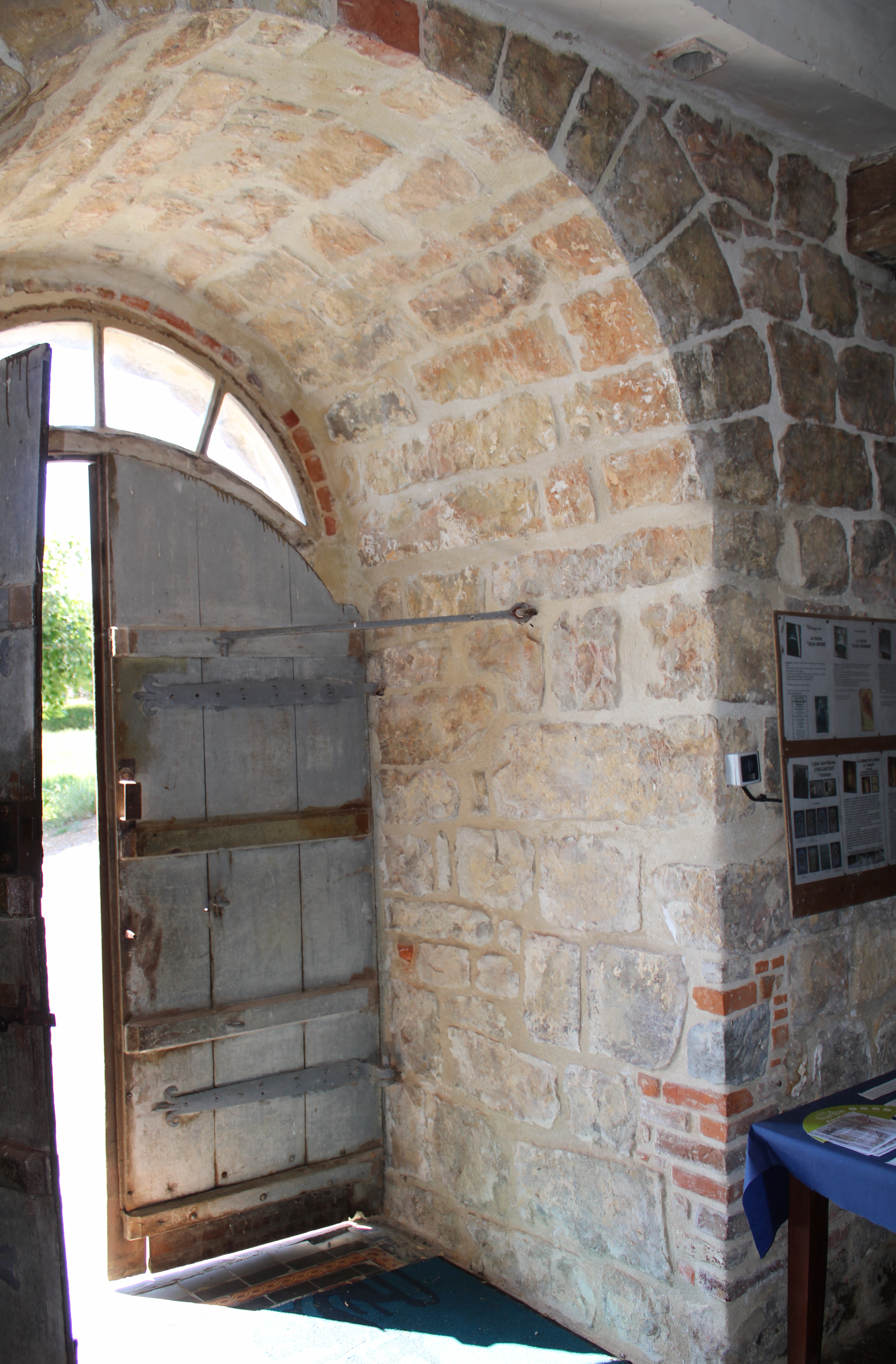
Vue intérieur du portail en plein cintre avec ses murs de plus d'un mètre d'épaisseur.